# Pierre Jutras
 (juin 2021).
Si vous disposez d'ouvrages ou d'articles de référence ou si vous connaissez des sites web de qualité traitant du thème abordé ici, merci de compléter l'article en donnant les références utiles à sa vérifiabilité et en les liant à la section « Notes et références ».
Pour les articles homonymes, voir Jutras.
Pierre Jutras, né le 1er mai 1945 à Saint-Marcel-de-Richelieu au Québec et mort le 22 juin 2023, est conservateur de cinéma, réalisateur et scénariste

## Biographie
Après des études en réalisation cinématographique à l'Institut des Arts de diffusion de Bruxelles, Pierre Jutras entre au service de la Cinémathèque québécoise en 1978 à titre de conservateur et programmateur du cinéma québécois et canadien. Il prépare de nombreuses rétrospectives de films québécois pour l’étranger, notamment en France, en Belgique, au Portugal, en Espagne et en Martinique. Codirecteur du périodique Copie zéro (publié par la Cinémathèque de 1979 à 1988) et, plus tard, responsable de La Revue de la Cinémathèque, il supervise aussi pendant plusieurs années la publication de l'Annuaire du cinéma québécois.
Membre fondateur des Rendez-vous du cinéma québécois, il s’implique activement auprès de son conseil d'administration de 1982 à 1996.
À partir de 1997, Jutras occupe le poste de Directeur de la conservation et de la programmation de la Cinémathèque québécoise. En plus d'assurer la planification et la coordination des projections publiques de l'institution, il élabore et met en œuvre des politiques d’acquisition, de conservation et de restauration des œuvres audiovisuelles, documents et artéfacts. Il prend sa retraite de la Cinémathèque en 2011.
De 2011 à 2015, il est accrédité au Marché du film de Cannes à titre de conseiller pour deux sociétés québécoises de distribution : FunFilm et K-Films Amérique.
En 2014, il réalise un dossier web sur le film À tout prendre de Claude Jutra comprenant de nombreuses archives nouvellement numérisées, notamment le film intégral dans sa version originale française et dans sa version anglaise — dont la traduction a été assurée par Leonard Cohen —, ainsi que les bandes-annonces et les documents afférents au film (photos, affiches, croquis, correspondances, documents de production, textes et entrevues audio et vidéo, etc.).

## Filmographie

### comme Réalisateur
- 1974 : Création d'une bande dessinée (Court métrage documentaire, coréalisé avec Vincent Boulangé à Bruxelles, avec Will et Maurice Tillieux).
- 1975 : Le Crawl (Court métrage expérimental, réalisé à Bruxelles).
- 1976 : Andy d'Arles ou comment fabriquer un vrai show (Moyen métrage de fiction, réalisé à Bruxelles avec l'aide du Ministère de la Culture française de Belgique).
- 1988 : Lamento pour un homme de lettres (Court métrage de fiction).

- 1997 : Petites Chroniques cannibales 1. Rosalie (Court métrage faisant partie d'une trilogie non terminée).

### comme Scénariste
- 1988 : Lamento pour un homme de lettres (Écrit en collaboration avec Denis Bellemare et Michel Sénécal).

- 1986 : Anonyme, 1958 (Écrit avec Michel Sénécal). Non réalisé.
- 1997 : Petites Chroniques cannibales 1. Rosalie (Écrit avec Michel Sénécal).

### comme Producteur
- 1997 : Petites chroniques cannibales 1. Rosalie

## Récompenses et Nominations

### Récompenses
Lamento pour un homme de lettres a remporté le prix Alcan du meilleur court métrage lors de la 17e édition du Festival du nouveau cinéma et de la vidéo de Montréal en 1988 et le prix de l'Office national du film lors du Festival international du film sur l'art en 1989.